# Thomas Wright (Altertumsforscher)
Thomas Wright (* 21. April 1810 bei Ludlow, Shropshire; † 23. Dezember 1877 in London) war ein englischer Altertumsforscher und Schriftsteller.

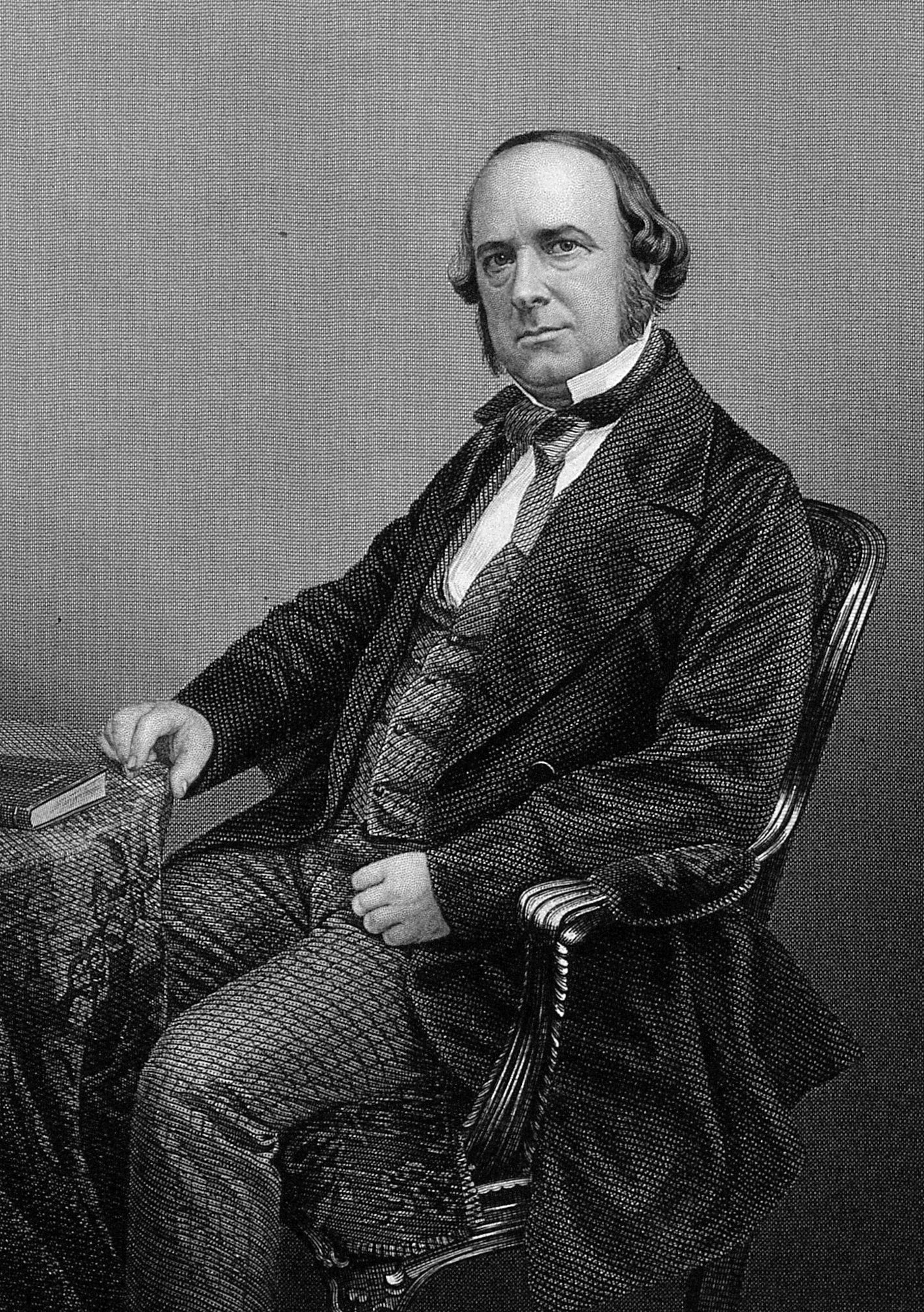
Thomas Wright, um 1859

## Leben
Thomas Wright entstammte einer früher in Bradford in Yorkshire lebenden Quäkerfamilie. Er besuchte die Ludlow Grammar School und studierte am Trinity College in Cambridge, wo er 1834 seinen Abschluss machte und Beiträge für das Gentleman’s Magazine und andere Zeitschriften verfasste. 1835 kam er nach London, wo er sich fortan ganz der literarischen Tätigkeit widmete und sein Leben lang als Kultur- und Literaturhistoriker, als Kritiker, Archäologe und Übersetzer tätig war. Er gehörte zu den Gründern der British Archaeological Association, der Percy Society, der Camden Society und der Shakespeare Society. 1842 wurde er korrespondierendes Mitglied der Académie des Inscriptions et Belles-Lettres in Paris und war u. a. Fellow der Society of Antiquaries in London.
Wright, der hervorragende Kenntnisse der germanischen und romanischen Sprachen besaß und insbesondere Werke von Jakob Grimm studierte, veranstaltete eine große Anzahl sorgfältiger Ausgaben von Denkmälern der angelsächsischen, altenglischen und anglonormannischen Literatur. Auf Kosten der Percy Society gab er 1847–1851 die Canterbury Tales von Geoffrey Chaucer nach einer Originalhandschrift heraus. 1859 beaufsichtigte er die Ausgrabungen der alten Römerstadt Viroconium (heute Wroxeter) bei Shrewsbury, worüber er einen Bericht veröffentlichte. Er starb 1877 im Alter von 67 Jahren in Chelsea (London) und wurde auf dem Brompton Cemetery beigesetzt.

## Schriften
- Early English Poetry in Black Letter, with Prefaces and Notes, 4 Bde., 1836
- Queen Elizabeth and her Times, a Series of Original Letters, 2 Bde., 1838
- Political Songs of England from the Reign of John to that of Edward II, London 1839
- Reliquiae antiquae, 1839–1843, neue Ausgabe in 2 Bde., 1845, hrsg. mit James Orchard Halliwell-Phillipps
- W. Mapes Latin Poems, 1841
- Political Ballads and Carols, London 1841
- Popular Treatises on Science, 1841
- History of Ludlow, 1841, Neuausgabe 1852
- Collection of Latin Stories, 1842
- The Vision and Creed of Piers Ploughman, 2 Bde., 1842, 2. Auflage 1855
- Biographia literaria, Bd. 1: Anglo-Saxon Period, 1842, Bd. 2: Anglo-Norman Period, 1846
- The Chester Plays, 2 Bde., 1843–1847 (enthält biblische Dramen des 14.–16. Jahrhunderts)
- St. Patrick’s Purgatory, 1844 Digitalisat
- Anecdota literaria, 1844
- Early Mysteries and other Latin Poems of the XII and XIII Centuries, London 1844
- Archaeological Album, 1845
- Essays on the Literature, Superstition and History of England in the Middle Ages, 2 Bde, London 1846
- Geoffrey Chaucers Canterbury Tales, 3 Bde., London 1847–1851
- Early Travels in Palestine, 1848
- England under the House of Hanover, illustrated by the Satires, Caricatures and Burlesques of the Day, 2 Bde., London 1848, neue Bearbeitung als Caricature History of the Georges, 1868
- Mapes’ De nugis curialium, 1850
- Geoffrey Gaimar’s Metrical Chronicle, 1850
- Narratives of Sorcery and Magic, 2 Bde,. London 1851
- The Celt, the Roman and the Saxon, 1852, 5. Aufl. 1890
- History of Ireland, 3 Bde.,  1852
- Wanderings of an Antiquary, London 1854, 2. Auflage 1861
- History of Fulke Fitz Warine, 1855
- Johannes de Garlandias De triumphis ecclesiae, 1856
- History of France, 3 Bde., 1856–1862
- Dictionary of Obsolete and Provincial English, 2 Bde., 1857
- Anglo-saxon and Old English Vocabularies, 1857 und 1873 privatim gedruckt, 2. Aufl. von R. P. Wülker, 2 Bde., London 1884
- Les Cent Nouvelles Nouvelles, 2 Bde., Paris 1858
- Thomas Malorys History of King Arthur, 2 Bde., 1858, überarbeitete Ausgabe 1865
- The Ruins of the Roman City of Uriconium, 1859
- Political Poems and Songs of England from the Edward III to Richard III, 2 Bde., 1859–1861
- Songs and Ballads of the Reign of Philip and Mary, 1860
- Essays on Archaeological Subjects, 2 Bde., 1861
- als Hrsg.: Alexandri Neckam De naturis rerum libri duo, with the poem of the same author De laudibus divinae sapientiae. London 1863
- Domestic Manners and Sentiments in England in the Middle Ages, 1862; neue Bearbeitung als The Homes of other Days, 1871
- Roll of Arms of Edward I, 1864
- History of the Grotesque and Caricature in Literature and Art, 1865, 2. Aufl. 1875
  - Histoire de la caricature et du grotesque. Paris 1867
- Womankind in Western Europe from the earliest Ages to the XVII Century, 1869
- Uriconium, a Historical Account of the Ancient Roman City, 1872
- Anglo-Latin Satirical Poets of 12th Century, 2 Bde., 1872